# Lierkopagame
De lierkopagame (Lyriocephalus scutatus) is een hagedis uit de familie agamen (Agamidae).

## Naam en indeling
De wetenschappelijke naam van de soort werd voor het eerst voorgesteld door Carl Linnaeus in 1758. Oorspronkelijk werd de naam Lacerta scutata gebruikt. Het is de enige soort uit het monotypische geslacht Lyriocephalus. De hagedis werd door Blasius Merrem in dit geslacht geplaatst in 1820.
De soortaanduiding scutatus betekent vrij vertaald 'voorzien van schubben'. De Nederlandstalige naam lierkopagame is te danken aan een grote knobbel en twee kammen op de kop van de dieren. Ook d

## Uiterlijke kenmerken
De agame bereikt een totale lichaamslengte tot ongeveer 35 centimeter inclusief staart. De staart is ongeveer even lang als het lichaam. Het is de grootste agame die in Sri Lanka voorkomt.
Aan de bovenzijde van de snuit is een opvallende bobbel aanwezig. Deze bestaat uit een sponsachtig weefsel, het is niet bekend waar de structuur voor dient. De mannetjes hebben een nekkam die doet denken aan een bochel. Mannetjes hebben een blauwe buik en bezitten een geel tot oranje kleur keelzak die kan worden uitgezet bij bedreiging. Hierbij wordt ook de bek geopend waarbij de tanden worden getoond. De agame bluft echter en zal nooit bijten.

## Verspreiding en habitat

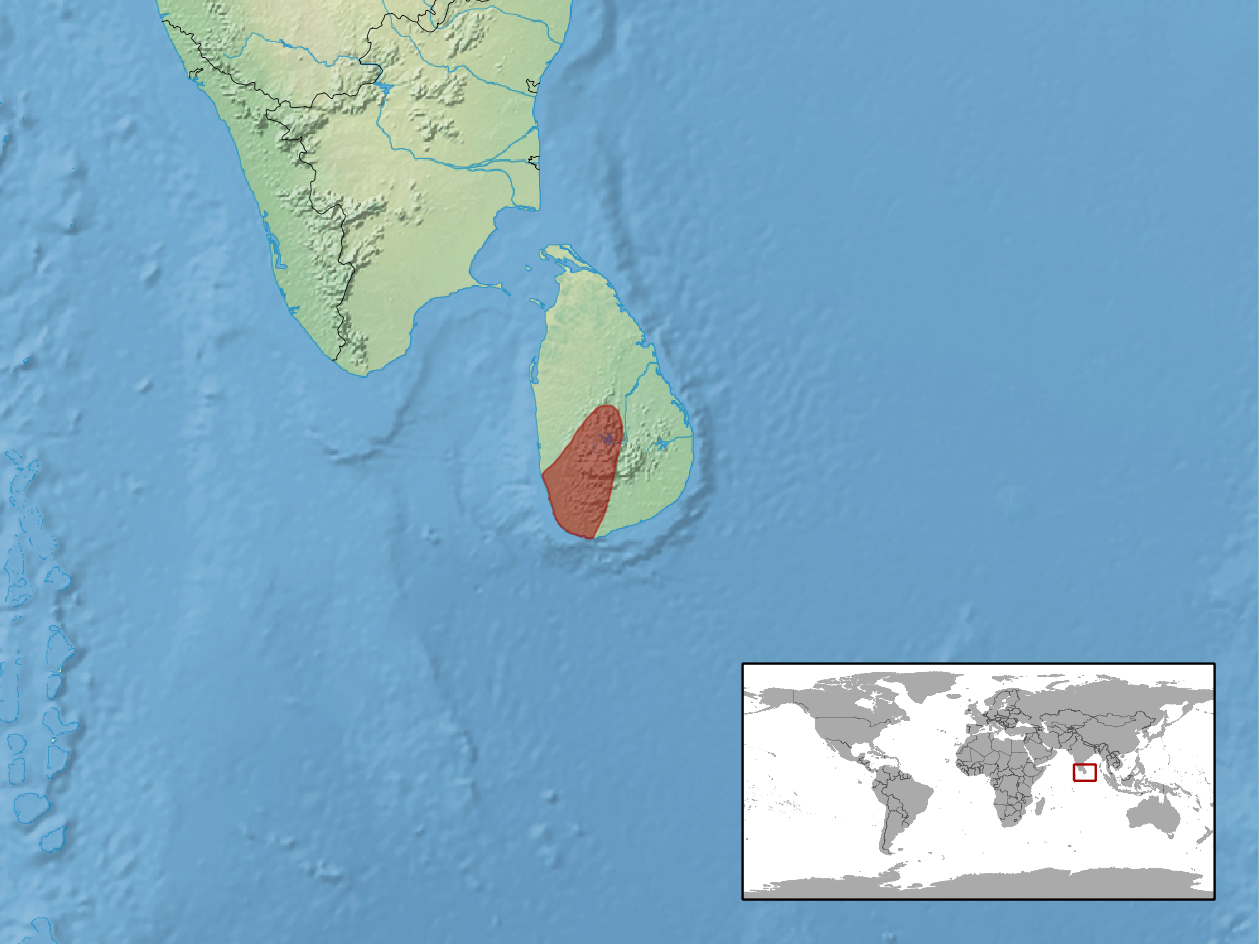
Verspreidingsgebied in het rood.

De lierkopagame komt voor in delen van zuidelijk Azië en leeft endemisch in Sri Lanka.
De habitat bestaat uit tropische ensubtropische bossen. Er is enige tolerantie voor door de mens aangepaste streken zoals vervallen plantages waar geen menselijke activiteit meer is, beboste tuinen en tuinen met een dichte begroeiing.

### Beschermingsstatus
Door de internationale natuurbeschermingsorganisatie IUCN is de beschermingsstatus 'gevoelig' toegewezen (Near Threatened of NT).